# Amaliada
Amaliada (griechisch Αμαλιάδα, Katharevousa Amalias Αμαλιάς, (f. sg.)) ist eine Stadt in der griechischen Region Westgriechenland. Gemeinsam mit 19 umliegenden Dörfern bildet den gleichnamigen Gemeindebezirk mit rund 250 km² Fläche und 26.315 Einwohnern (Volkszählung 2021) im Nordwesten der Halbinsel Peloponnes südwestlich von Patras und nordnordwestlich von Pyrgos. Von 1924 bis 2010 war Amaliada eine selbständige Gemeinde, die 2011 mit der Nachbargemeinde Pinia zur neuen Gemeinde Ilida fusioniert wurde, in der Amaliada den Gemeindesitz und einen von zwei Gemeindebezirken bildet.

## Geographie
Amaliada liegt im Nordwesten der Halbinsel Peloponnes südwestlich des Kap Kyllini. Das Gebiet des heutigen Gemeindebezirks erstreckt sich von der Küste des Ionischen Meeres in ostnordöstlicher Richtung in das Landesinnere der Peloponnes. Die küstennahen Gebiete einschließlich der Stadt Amaliada selbst sind fruchtbare Ebenen, welche vor allem durch Schwemmland des Flusses Pinios geprägt worden sind. Die östlichen Areale sind Hügelland und gehören zu den westlichen Ausläufern des Erymanthos-Massivs.
Die östliche Grenze der Gemeinde bildet der Pinios-Stausee; die Gemeinde Pinias schließt sich nach Osten an. Nordöstlich grenzt im Gebiet des Pinios-Stausees die Gemeinde Vouprasia an die Gemeinde Amaliada. Nach Norden folgt die Gemeindegrenze von Amaliada zunächst dem Flussverlauf des Pinios nach Westen bis zu einem Punkt zwischen den Ortschaften Nea Ilida und Agia Mavra. Nach Norden grenzt Amaliada in diesem Abschnitt an die Gemeinde Lechena und Tragano. Nach Nordwesten hin, vom Verlauf des Pinios bereits abweichend, grenzt die Gemeinde Gastouni an das Gemeindegebiet von Amaliada. Diese Grenze verläuft bis an die Küste des Ionischen Meeres. Die Westgrenze des Gemeindegebietes ist die Küstenlinie: sie verläuft südlich der Pinios-Mündung beginnend in ostsüdöstlicher Richtung bis kurz vor die Ortschaft Agios Ilias der Gemeinde Iardanon. Letztere bildet die südliche Grenze der Gemeinde Amaliada. Im Südosten grenzt Amaliada an die Gemeinde Oleni.
Die Stadt Amaliada befindet sich 298 km westsüdwestlich von Athen und 20 km nordwestlich von Pyrgos.

## Geschichte

### Antike (2800 v. Chr. – 500 n. Chr.)
Im Gebiet der Gemeinde Amaliada befand sich in antiker Zeit die Stadt Elis, Hauptstadt der Landschaft Elis, eine der bedeutenderen Städte der antiken Peloponnes. Die Stadt hatte weder eine herausragende militärische noch eine politische Bedeutung. Ihre Bedeutung gewann die Stadt Elis als „Wächter der Stätten der Olympischen Spiele.“ Diese Funktion übte sie über weite Strecken der Zeitperiode der antiken Olympischen Spiele (776 v. Chr. bis 394 n. Chr.) aus.
Erste Siedlungsspuren der Stadt Elis führen in die frühe helladische Periode mit dem Zeitraum 2800 bis 2000 v. Chr. An der Stelle der späteren antiken Stadt befand sich ein Dorf, dessen Bewohner sich mit der Landwirtschaft beschäftigten. Nach Homer nahmen die Einwohner der Stadt am Trojanischen Krieg unter dem Kommando von Polyxenos teil. Oxylus gründete im 12. Jahrhundert vor Christus aus Ätolien kommend die als Elis bekannte Stadt.
Oxylus, der Gründer von Elis, inkorporierte das bereits bestehende Heiligtum von Olympia in das Stadtgebiet von Elis. Nach Strabon teilte sich die Landschaft von Elis in vier Gebiete auf: Coele Elis (die Ebene von Elis), Pisatis oder Pisa, zu dem auch das Heiligtum von Olympia gehörte, Triphylia und Cauconia. Die antike Stadt Elis lag in Coele Elis am Fluss Pinios, welcher nach Strabon „hinter dem Gymnasium von Elis floss.“
Nach Strabon bestand das Gebiet der späteren Stadt Elis zunächst nur aus einer Vielzahl von Dörfern bzw. kleinen Städten, welche sich erst im Zeitabschnitt der Perserkriege (5. Jahrhundert v. Chr.) zur Stadt Elis zusammenschlossen (Synoikismos). Im erweiterten Gebiet von Elis bestanden nach neueren Untersuchungen 120 Siedlungen. Der Zeitpunkt des Synoikismos wurde auf 471 v. Chr. datiert, gleichzeitig mit dem Einzug demokratischer Herrschaftsstrukturen. Vor dem Synoikismos prägte Elis im 6. Jahrhundert v. Chr. bereits seine eigenen Münzen. Die antike Stadt Elis erstreckte sich im Gebiet zwischen den heutigen Ortschaften Paliopolis (oder Nea Elis) im Südosten, Avgio im Südwesten und Kalyvia im Westen. Die Akropolis der antiken Stadt befand sich auf dem Hügel Ayannis.
Zur Gründung der antiken Olympischen Spiele selbst kam es durch einen Vertrag zwischen den Königen Iphitos von Elis, Lykurgos von Sparta und Kleisthenes von Pisa 776 v. Chr. Neben der Ausrichtung der Spiele beschlossen sie für diese einen „olympischen Frieden“, welcher neben dem eigentlichen Heiligtum von Olympia auch den Stadtstaat Elis einschloss. Die ersten Olympischen Spiele der Antike wurden unter Aufsicht des Stadtstaates von Elis durchgeführt. Die „Wächterfunktion“ der Olympischen Spiele war aufgrund des damit verbundenen Prestiges zwischen der Stadt Elis und der Stadt Pisa bzw. Pisatis umstritten. Bis 668 v. Chr. verblieb die Kontrolle des Heiligtums von Olympia bei Elis. Anschließend gelang es Pisa die Herrschaft über Olympia an sich zu nehmen. Mit spartanischer Hilfestellung erlangte Elis 580 v. Chr. die Wächterrolle des Heiligtums von Olympia wieder. Bis zum Peloponnesischen Krieg 431 v. Chr. hatte Elis, nicht zuletzt aufgrund des Bündnisses zu Hegemonialmacht Sparta, die Kontrolle über das Heiligtum von Olympia inne. Mit Ausbruch des Peloponnesischen Krieges zerbrach das Bündnis mit Sparta. In der Folgezeit wechselte die Herrschaft über das olympische Heiligtum zwischen Elis und der rivalisierenden Stadt Pisa (Pisatis). Xenophon berichtete aus dem Jahr 364 v. Chr., dass das Heiligtum von Olympia wieder unter der Kontrolle Pisas stand. Während des Finales im Pentathlon startete Elis entgegen dem olympischen Frieden einen Angriff auf das Heiligtum, welcher zurückgeschlagen wurde. 191 v. Chr. wurde Elis Mitglied im Achaiischen Bund. 146 v. Chr. eroberten die Römer Griechenland endgültig: die Stadt Elis wird Bestandteil der römischen Provinz Achaea. Unter römischer Herrschaft blüht die Stadt Elis wieder auf. Zwischen 27 v. Chr. und 250 n. Chr. expandiert die Stadt. Die Bedeutung der Olympischen Spiele für die Stadt Elis verdeutlichte Pausanias in seiner Beschreibung der Stadt im 2. Jahrhundert n. Chr. Er beschrieb die Agora der Stadt als Ansammlung von heiligen Stätten und Tempeln. Andere öffentliche Gebäude seien nicht vorhanden gewesen.
Mit dem endgültigen Niedergang der Olympischen Spiele in der Antike verlor auch Elis zusehends an Bedeutung. In der spätrömischen und frühchristlichen Zeit (3. bis 5. Jahrhundert n. Chr.) war lediglich ein Teil der Stadt ständig besiedelt. Nach Verbot der Olympischen Spiele durch Kaiser Theodosius I. sank die Bedeutung der Stadt Elis weiter ab. Ein Erdbeben im 6. Jahrhundert beendete die Siedlungsgeschichte der Stadt Elis.
Eine Besonderheit der antiken Stadt Elis war die im Vergleich zu anderen antiken Stadtstaaten relativ prominente Rolle der Frau. Nach Pausanias trugen die Frauen von Elis zu der Beilegung der Streitigkeiten zwischen Elis und Pisatis durch einen Rat von 16 weisen Frauen bei. Auch schrieb Pausanias den Frauen von Elis eine Rolle bei den Spielen der Hera zu, an welchen weibliche Athleten teilnahmen.

### Mittelalter (500–1460)
In der byzantinischen Zeitperiode von ca. 500 bis 1204 existierte auf dem Gebiet der heutigen Stadt und Gemeinde Amaliada eine Siedlung an der Kirche „Panagias tis Platyteras“ aus dem 11. Jahrhundert, welche auf den Grundmauern einer noch älteren Kirche errichtet wurde. Diese Siedlung wird nach Eroberung der Peloponnes durch die Kreuzfahrer des Vierten Kreuzzugs 1204–1205 zu „Frangovilla“ umbenannt. Bis 1460 bleibt Amaliada unter Herrschaft des Herzogtums Achaia.

### Neuzeit (1460–heute)
Nach der Eroberung der Peloponnes kam das Gebiet des heutigen Amaliada unter die Kontrolle des Osmanischen Reiches. Die Ortschaft Kalitsa auf dem Gebiet von Amaliada war in der Herrschaftszeit des Osmanischen Reiches bis 1821/1829 unter dem Namen Dervi-Tselebi Sitz eines osmanischen Verwalters.
Nach dem Griechischen Unabhängigkeitskrieg von 1821 bis 1829 wurde Amaliada Bestandteil des neugriechischen Staates. Die Ortschaft Dervi-Tselebi wird Sitz der neugeschaffenen Gemeinde (Dimos) Elissa (Δήμος Ελίσσης), deren Name sich von der mythischen Figur Elissa (Έλισσα) ableitete. Im 19. Jahrhundert zog die fruchtbare Ebene der nordwestlichen Peloponnes Menschen aus den benachbarten Gebirgsregionen an: Bewohner der Ort- und Landschaften Kalavryta, Gortynia, Magouliana, Vytina auf der Halbinsel Peloponnes aber auch Bewohner der Inseln Zakynthos und Kefallinia siedelten sich im Gebiet der heutigen Gemeinde Amaliada und der damaligen Gemeinde Elissa an.
1885 waren die Ortschaften Kalista und Dervi-Tselebi zu einer Siedlung zusammengewachsen; diese wurde in Amalias (Hochsprache) bzw. Amaliada (Volkssprache) nach Amalie, der Ehefrau des griechischen Königs Otto I. umbenannt. Im gleichen Jahr erreicht die meterspurige Eisenbahn von Pyrgos nach Patras Amaliada und bindet die Stadt an das Schmalspurnetz der peloponnesischen Eisenbahnen an, welche bis nach Athen führen.
Nach der griechischen Niederlage im Griechisch-Türkischen Krieg von 1919 bis 1922 siedeln griechische Flüchtlinge aus Kleinasien, deren Umsiedlung durch den Vertrag von Lausanne von 1923 im Rahmen eines sogenannten „Bevölkerungsaustausches“ verbindlich vereinbart wurde, in Amaliada. Durch den resultierenden Anstieg der Bevölkerung wird Amaliada 1924 zu einer eigenständigen Stadtgemeinde (Dimos).
Im Zweiten Weltkrieg wird Amaliada Mitte April 1941 von deutschen Truppen eingenommen. In der Besatzungszeit Griechenlands durch die Achsenmächte von Mai 1941 bis Ende Oktober 1944 gehörte Amaliada bis September 1943 zur italienischen Besatzungszone. Mit dem Übertritt Italiens auf die Seite der Alliierten im September 1943 übernehmen deutsche Truppen die Besatzung Amaliadas bis zu ihrem Rückzug Ende Oktober 1944.
Im Griechischen Bürgerkrieg von März 1946 bis September 1949 war Amaliada mehrfach Schauplatz bewaffneter Auseinandersetzungen der Bürgerkriegsparteien. Am 24. November 1947 wurde die Stadt von 200 Rebellen der Demokratischen Armee Griechenlands (DSE) angegriffen. Knapp sechs Monate erfolgten binnen drei Monaten drei Angriffe der Rebellen der DSE gegen die Stadt Amaliada. Der Angriff am 8. Juni 1948 war Bestandteil einer simultanen Attacke gegen die Ortschaften Amaliada, Andravida, Kavasila und Lechena am 8. Juni 1948 an.
Amaliada wurde in den letzten beiden Jahrzehnten des 20. Jahrhunderts von zwei Erdbeben betroffen: 1988 erfasste das Vartholomio-Erdbeben die Stadt und 1993 das Erdbeben von Pyrgos. Die entstandenen Sachschäden an Gebäuden der Stadt führten zu einer umfangreichen Bautätigkeit mit der Errichtung „erdbebensicherer“ Gebäude. Im Rahmen dieser Bautätigkeiten wurde der durch die Stadt fließende Bach Sochias zu einer Grünanlage umgestaltet und teilweise renaturalisiert. Außerdem wurden Fahrradwege angelegt.

## Bevölkerung, Verwaltung und Politik

### Verwaltung
Mit der Abtrennung von der damaligen Gemeinde Elissa wurde Amaliada 1912 eine selbstständige Landgemeinde und bereits 1924 zur Stadtgemeinde (Dimos) erhoben. Der damalige Gebietszuschnitt entsprach nahezu der heutigen Dimotiki Kinotita. Mit der Gemeindereform 1997 wurden weitere Ortschaften und kleine Landgemeinden mit der bestehenden Gemeinde Amaliada vereinigt. Durch die Vereinigung mit Pinia Anlässlich der Verwaltungsreform 2010 zur neuen Gemeinde Ilida wurde Amaliada zum Gemeindebezirk, der sich folgendermaßen gliedert:
| Dimotiki Kinotita       | griechischer Name                     | Code     | Fläche (km²) | Einwohner 2001 | Einwohner 2011 | Einwohner 2021 | Dörfer und Siedlungen                                                                |
| ----------------------- | ------------------------------------- | -------- | ------------ | -------------- | -------------- | -------------- | ------------------------------------------------------------------------------------ |
| Amaliada                | Δημοτική Κοινότητα Αμαλιάδος          | 39060101 | 67,078       | 20.030         | 18.303         | 18.223         | Amalias, Agios Ioannis, Kouroutas, Marathea, Palouki, Panagia, Tsafleika, Tsichleika |
| Agios Dimitrios         | Δημοτική Κοινότητα Αγίου Δημητρίου    | 39060102 | 09,970       | 00562          | 00382          | 00227          | Agios Dimitrios, Kolokythas                                                          |
| Agios Ilias             | Δημοτική Κοινότητα Αγίου Ηλία Πηνηίων | 39060103 | 03,127       | 00413          | 00302          | 00296          | Agios Ilias                                                                          |
| Ambelokambos            | Δημοτική Κοινότητα Αμπελοκάμπου       | 39060104 | 09,107       | 00517          | 00468          | 00345          | Ambelokambos                                                                         |
| Archea Ilida            | Δημοτική Κοινότητα Αρχαίας Ήλιδας     | 39060105 | 05,834       | 00352          | 00306          | 00162          | Archea Ilida                                                                         |
| Avgio                   | Δημοτική Κοινότητα Αυγείου            | 39060106 | 05,472       | 00429          | 00325          | 00235          | Avgio                                                                                |
| Geraki                  | Δημοτική Κοινότητα Γερακίου           | 39060107 | 20,414       | 00716          | 00614          | 00555          | Geraki, Analipsi                                                                     |
| Dafni                   | Δημοτική Κοινότητα Δάφνης             | 39060108 | 15,976       | 00585          | 00543          | 00271          | Dafni, Kalathas                                                                      |
| Dafniotissa             | Δημοτική Κοινότητα Δαφνιωτίσσης       | 39060109 | 11,142       | 00459          | 00366          | 00218          | Dafniotissa                                                                          |
| Douneika                | Δημοτική Κοινότητα Δουναίικων         | 39060110 | 12,178       | 00891          | 00677          | 00653          | Douneika, Agia Marina, Danika, Kato Kertezeika                                       |
| Kalyvia                 | Δημοτική Κοινότητα Καλυβίων Ήλιδος    | 39060111 | 04,317       | 00365          | 00435          | 00314          | Kalyvia                                                                              |
| Kardamas                | Δημοτική Κοινότητα Καρδαμά            | 39060112 | 06,542       | 01196          | 00977          | 00826          | Kardamas, Petroules                                                                  |
| Kendro                  | Δημοτική Κοινότητα Κέντρου            | 39060113 | 03,253       | 00481          | 00462          | 00493          | Kendro                                                                               |
| Keramidia               | Δημοτική Κοινότητα Κεραμιδιάς         | 39060114 | 06,676       | 00543          | 00526          | 00235          | Keramidia                                                                            |
| Kryonero                | Δημοτική Κοινότητα Κρυονέρου          | 39060115 | 10,413       | 00347          | 00300          | 00230          | Kryonero                                                                             |
| Peristeri               | Δημοτική Κοινότητα Περιστερίου        | 39060116 | 19,788       | 00540          | 00363          | 00324          | Peristeri, Astereika, Paleolanthi                                                    |
| Roviata                 | Δημοτική Κοινότητα Ροβιάτας           | 39060117 | 02,683       | 00400          | 00345          | 00373          | Roviata, Kasidiris, Paralia, Romeika                                                 |
| Savalia                 | Δημοτική Κοινότητα Σαβαλίων           | 39060118 | 12,583       | 01273          | 01206          | 01060          | Savalia                                                                              |
| Sostio                  | Δημοτική Κοινότητα Σωστίου            | 39060119 | 06,673       | 00417          | 00308          | 00263          | Sostio                                                                               |
| Chavari                 | Δημοτική Κοινότητα Χαβαρίου           | 39060120 | 17,938       | 01574          | 01312          | 01012          | Chavari, Agios Georgios, Pera Chavari                                                |
| Gemeindebezirk Amaliada | Gemeindebezirk Amaliada               | 390601   | 251,164      | 32.090         | 28.520         | 26.315         |                                                                                      |

## Wirtschaft, Infrastruktur und Verkehr

### Infrastruktur
Amaliada verfügt über ein Krankenhaus der Grundversorgung mit einer Kapazität von 100 Betten. Darüber hinaus ist die Stadt Sitz eines der unteren Ebene der griechischen Gerichtsbarkeit mit einem (bei Übertragung auf die deutschen Verhältnisse) Amts- (Irinodykio) und Landgericht (Protodykio). Eine Staatsanwaltschaft hat ebenfalls einen Sitz in Amaliada. Des Weiteren verfügt die Stadt über Banken, Post, ein Stadion, eine öffentliche Bibliothek und ein Konzerthaus (Odion).

### Verkehr
Amaliada ist an das griechische Straßen- und Eisenbahnnetz angeschlossen. Die meterspurige Eisenbahn des Peloponnes führt von Norden (Patras) über Amaliada nach Pyrgos. Der Anschluss an das griechische Fernstraßennetz wird über die Nationalstraße 9 (Griechenland)| (Europastraße 55) realisiert. Diese kommt aus Norden (Patras, Andravida) und verläuft im Westen von Amaliada als Ortsumgehung an der Stadt vorbei nach Süden in Richtung Pyrgos und Kyparissia. Die Nationalstraße 9 soll bis 2013 durch die Autobahn 9 ersetzt werden: eine Anschlussstelle für Amaliada ist vorgesehen. Einen nationalen oder internationalen Flughafen hat Amaliada nicht: der nächste nationale und internationale Verkehrsflughafen ist der Flughafen Araxos im Norden von Amaliada. Einen Seehafen von Bedeutung besitzt die Gemeinde Amaliada ebenfalls nicht. Die Gemeinde Amaliada verfügt über ein Radwegnetz von 6 km Länge.

## Kultur, Sehenswürdigkeiten, Persönlichkeiten

### Kultur
Stimmen der Lokalpresse der Präfektur Elis bezeichnen Amaliada als das kulturelle Zentrum der Präfektur noch vor deren Hauptstadt Pyrgos. In Amaliada finden regelmäßig diverse Festivals und Kulturveranstaltungen statt.
- Festival des antiken Elis

Theateraufführungen im Theater der antiken Stadt Elis sowie Musikkonzerte in der Burg Chlemoutsi sowie im Stadion der Stadt Amaliada
- Karneval in Amaliada

Jährlich findet in Amaliada ein Karnevalsumzug statt.
- Filmfestival Elis

Jährliches Filmfestival mit Filmaufführungen im antiken Olympia, Amaliada und in Pyrgos
- Kongress „Philosophie-Geschichte-Umwelt“

Wissenschaftlicher Kongress, welcher alle zwei Jahre in Amaliada stattfindet. An diesem nehmen Wissenschaftler aus ganz Griechenland teil.
- Buchmesse

In Amaliada wird mit Förderung des lokalen Wirtschaftsverbandes einmal pro Jahr eine kleine Buchmesse veranstaltet.

### Sehenswürdigkeiten
- Antikes Elis

Überreste der antiken Stadt Elis
- Kloster Frangavilla

Kirchenbau aus der mittelbyzantinischen Periode
- Volkskundemuseum Amaliada

Es ist in einem neoklassizistischen Gebäude von 1932 untergebracht, einer Stiftung der Gebrüder Marouta, welche Ende des 19. Jahrhunderts in die USA auswanderten. Das Museum befindet sich in der Nähe des Bahnhofs. 1993 wurde das Museum eröffnet und zeigt die kulturelle Geschichte der Region um die Stadt Amaliada.
- Öffentliche Bibliothek „Papachristopoulos“

Die Papachristopoulios-Bibliothek umfasst 16.000 Bücher und ist eine Stiftung der USA-Auswanderers Papachristopoulos.

### Persönlichkeiten
- Giorgis Zarkos
- Yovanna
- Nikos Belogiannis (* 1915, Amaliada; † 1952, Kallithea bei Athen [hingerichtet]). Griechischer kommunistischer Politiker und Widerstandskämpfer gegen die Besatzung der Achsenmächte sowie Schriftsteller.